# Adam Bachmann
Adam Bachmann (ab 1935 Adam Randalu; * 30. Apriljul. / 12. Mai 1890greg. in der Schänke Liiva, damals Kirchspiel Lüganuse, Virumaa; † 14. April 1966 in Tallinn) war ein estnischer Journalist und Politiker der Zwischenkriegszeit.

## Frühe Jahre
Adam Bachmann wurde im Nord-Osten des Gouvernements Estland geboren. Sein Vater Aleksander Bachmann (1852–1909) war Kneipier.
Bachmann studierte von 1910 bis 1915 Rechtswissenschaft an der Kaiserlichen Universität Dorpat. Bereits als Student arbeitete er für die Studentenzeitung Üliõpilaste Leht und war einer ihrer ersten Chefredakteure. Seinen juristischen Abschluss machte Bachmann 1916 an der Universität in der russischen Hauptstadt Petrograd.

## Journalist und Politiker
Von 1917 bis 1927 war Bachmann in der Redaktion der estnischen Zeitung Postimees beschäftigt, von 1917 bis 1920 mit Unterbrechungen als verantwortlicher Redakteur bzw. Herausgeber.
Mit der Ausrufung des estnischen Nationalstaats 1918 betätigte sich Bachmann auch politisch. Er trat der konservativ-nationalliberalen Estnischen Volkspartei (Eesti Rahvaerakond) bei. Bachmann war 1919/20 Mitglied der verfassungsgebenden Versammlung der Republik Estland (Asutav Kogu) und Abgeordneter in der ersten (1920–1923) und fünften (1932–de facto 1934) Legislaturperiode des estnischen Parlaments (Riigikogu).
Von Juli bis Oktober 1920 war Bachmann kurzzeitig Arbeits- und Sozialminister der Republik Estland in der Regierung des Staatsältesten (Regierungschefs) Jaan Tõnisson. 2021/22 leitete er in Moskau die estnische Kommission, die sich nach dem Friedensvertrag mit Sowjetrussland mit der Rückgabe von kriegsbedingt nach Russland verbrachtem estnischem Eigentum befasste.
1928 zog Adam Bachmann in die nordost-estnische Stadt Narva. Er war dort verantwortlicher Redakteur der Zeitungen Meie elu (1929) und Põhja-Eesti (1929/30) sowie der Zeitschrift Nooruslooming (1928/29). Von 1930 bis 1940 war er stellvertretender Bürgermeister der Stadt.
1935 estnisierte Bachmann seinen deutsch-klingenden Familiennamen in Randalu (etwa: „der am Ufer lebt“).
Mit der sowjetischen Besetzung Estlands wurde Bachmann 1941 verfolgt und in die Sowjetunion verbracht. Nach seiner Freilassung kehrte er in die Estnische SSR zurück. Er war dort bis zu seinem Tod 1966 als freischaffender Übersetzer aus dem Russischen tätig.

## Privatleben
Adam Bachmann war zunächst mit Linda Paap (* 1890) verheiratet, die später den kommunistischen Historiker und Politiker Hans Kruus (1891–1976) heiratete. Adams und Lindas Sohn war der Rechtswissenschaftler Hillar Aleksander Randalu (1915–1990). In zweiter Ehe war Bachmann von 1922 bis 1929 mit Leida Veisson (1893–1966) verheiratet. Es folgte eine dritte Ehe mit Tiina Nirk (1903–1979). Ihr Adoptivsohn war der spätere estnische Musikjournalist Ivalo Randalu (1936–2019).